# 팔미로 톨리아티
팔미로 미켈레 니콜라 톨리아티(이탈리아어: Palmiro Michele Nicola Togliatti, 이탈리아어 발음: [palˈmiːro toʎˈʎatti] ( 듣기), 1893년 3월 26일~1964년 8월 21일)는 이탈리아의 정치인이다. 이탈리아 공산당의 창립자 중 한 사람으로 1927년부터 사망할 때까지 약 40년 동안 이탈리아 공산당의 당대표로 활동했다.

## 생애
1893년 3월 26일 제노바의 한 중산층 가정에서 태어났다. 토리노 대학교에 입학해 법학을 공부하던 중 이탈리아 사회당에 입당해 사회주의 운동에 합류했다. 대학을 졸업한 후에는 제1차 세계 대전에 장교로 참전했지만, 도중에 부상당한 후 토리노로 돌아와 가정교사로 일했다.
1919년 토리노 대학교 동창이었던 안토니오 그람시와 함께 주간지 《신질서》를 창간했다. 《신질서》는 사회당 내 급진파를 대변하기 위해 창간된 잡지로, 이 잡지를 통해 이탈리아 내 여러 공산주의자와 접촉했다. 1921년 그람시를 포함한 《신질서》 관계자와 함께 이탈리아 공산당을 창당하였다. 그러나 1926년 모스크바에서 개최된 코민테른 회의에 참석하던 중에 베니토 무솔리니가 이탈리아 공산당을 강제 해산하고 당 관계자 대부분을 구속하자 국외 망명길에 올랐다. 망명하는 동안 리옹과 쾰른 등지에서 이탈리아 공산당 비밀회의를 개최해 당 복구 작업을 시도했다. 한편 스페인 내전에서는 인민전선 의용군으로 참전했으며, 제2차 세계 대전에서는 국내 선전 활동에 주력했다. 특히 그는 파시스트에 대항하기 위해 공산주의자와 자유주의자가 연대해야 한다고 선전했다.
무솔리니가 패퇴하자 1944년, 18년 만에 귀국해 재창당된 이탈리아 공산당 조직 구축에 나섰으며, 동시에 피에트로 바돌리오가 이끄는 반파시스트 내각에서 무임소장관으로 임명됐다. 이후 1945년 성립된 알치데 데 가스페리가 이끄는 기독교민주당 내각에서는 법무장관에 임명되었다. 1948년 파시스트로부터 암살 기도가 있었으며, 이에 항의해 전국적으로 파업이 진행되었다. 한편으로 이 시기 동안 이탈리아 공산당이 계속 주장해온 왕정 폐지를 관철했다. 1948년 진행된 공화국 첫 총선에서 이탈리아 공산당 의원 135명을 확보했다.
1948년 총선 후 조직적·전략적 당 쇄신 작업을 시작하였다. 우선 폭력 투쟁을 통해 정권을 획득하자는 그람시 노선을 포기하고, 의원 내각제에 기초해 민주적으로 정권을 획득하자는 노선을 주장하였다. 또 로마 가톨릭교회와 우호적 관계를 조성해 가톨릭교도의 지지를 얻어내려고 시도했다. 한편으로 텔레비전 당 대표 토론회에 참석하면서 공산당을 방송계에 접촉시키려 했다. 이로써 이탈리아 공산당은 원내 제1야당이란 위치를 계속 유지했지만, 비례대표제와 타 정당의 배제로 집권에 성공하지는 못했다.
죽기 전까지 서기장 신분으로 이탈리아 공산당을 지도하다 1964년 8월 21일 소련 얄타에서 휴가 도중 뇌출혈로 사망하였다. 그의 장례식에는 수백만 명의 사람들이 참석했다. 사후 이탈리아 공산당은 그의 유서를 공개했는데, 니키타 흐루쇼프를 중심으로 하는 소련을 향한 강도 높은 비판과 지역에 맞는 실용적 사회주의 노선 추구가 내용에 포함되었기에 큰 논란을 일으켰다. 1964년 소련에서는 그의 이름을 딴 도시인 톨리야티가 신설되었다.

## 같이 보기
- 톨리야티

## 참고

### 자료
- "Palmiro Togliatti". 《브리태니커 백과사전》.